# Перкинс, Осгуд
О́сгуд Пе́ркинс (англ. Osgood Perkins), полное имя Джеймс Ри́пли О́сгуд Пе́ркинс (англ. James Ripley Osgood Perkins; род. 16 мая 1892, Уэст-Ньютон, Массачусетс, США — 21 сентября 1937, Вашингтон, США) — американский характерный актёр театра, кино и радио. Отец актёра Энтони Перкинса, дедушка актёра, режиссёра и сценариста Оза Перкинса.
С раннего детства Осгуд полюбил театр и начал выступать сначала в любительских постановках, а потом уже более профессионально. Карьера Осгуда в кино началась в 1922 году с сотрудничества с режиссёром Фрэнком Таттлом и продолжалась в течение пятнадцати лет, до смерти актёра. За Перкинсом закрепилось амплуа эксцентричных и взбалмошных героев. Самой заметной ролью Осгуда в кино была роль криминального босса Джона Лово в гангстерской драме «Лицо со шрамом» (1932).
Осгуд Перкинс умер от сердечной недостаточности 21 сентября 1937 года, в ночь после премьеры спектакля «Сьюзен и Бог», в котором исполнил главную роль. В 1981 году он был посмертно избран членом Зала театральной славы США.

## Биография

### Ранние годы
Джеймс Рипли Осгуд Перкинс родился 16 мая 1892 года в посёлке Уэст-Ньютон, штат Массачусетс, в семье врача Генри Фелпса Перкинса-младшего и домохозяйки Хелен Вирджинии Энтони Перкинс. Дед по материнской линии — Эндрю Вэрик Стаут Энтони, известный гравёр по дереву. У Осгуда был старший брат Дж. Герритт Б. Перкинс, на пять лет старше Осгуда. По настоянию Хелен, которая любила театр, Осгуда с детства обучали играть на скрипке, также он ходил в класс местного преподавателя вокала. Осгуд преуспел в обоих начинаниях. На ежегодном концерте, который устраивал этот преподаватель, Осгуд дебютировал на сцене в качестве «мальчика-сопрано». Первый раз Осгуд попал на большое театральное представление в 1900 году, когда ему было всего восемь лет; мама взяла его с собой в Колониальный Бостонский театр на масштабную постановку «Бен-Гур» Уильяма Янга, основанную на романе американского писателя Лью Уоллеса. Эта постановка произвела на юного Осгуда большое впечатление, тогда он захотел стать актёром. Позже Осгуд вспоминал: «(Мама) думала, что это будет для меня большим удовольствием. Это было не так. Это было началом новой жизни для меня; началом совершенно нового меня. С этого момента я стал актёром. Ничто не было настоящим. Если я усердно косил газон, я представлял себя галерным рабом, прикованным к веслу. Если я быстро ехал на велосипеде по сельской дорожке… я был героем-завоевателем, управляющим колесницей, запряжённой белыми лошадьми». Год спустя ещё большее впечатление на Осгуда произвёл спектакль «Камилла» с Сарой Бернар в главной роли. Спектакль шёл на французском языке и не был понятен маленькому Осгуду, но звучание языка произвело на него такой сильный эффект, что он «стал почти одержим им и поклялся однажды сделать его своим собственным». К девяти годам Осгуд ходил в театр почти каждую неделю.

### Первые роли и служба в армии
Театральное образование Осгуда началось в епископальной церкви его семьи, где он продюсировал, режиссировал и иногда сопровождал любительские спектакли на своей скрипке. В 1910 году, после завершения обучения в средней школе Уэст-Ньютона, он был принят в Гарвард. Несмотря на то, что к тому времени он уже подумывал о медицинской карьере, он принимал участие в университетских театральных клубах Hasty Pudding Club и Pi Eta и других. Первая известная постановка с участием Перкинса «Адвокат Пьер Патлен», датируемая 1913 годом, была поставлена в Театре Агассиса 30 октября и 1 ноября. В 1914 году он был избран лучшим оратором класса. Один из его одноклассников позже писал: «У меня яркие воспоминания о том, как он стоял здесь, на стадионе, и произносил свою речь в тот жаркий день нашего выпуска двадцать пять лет назад. Очень худой, довольно испуганный, но в то же время обладающий той магнетической личностью, которая впоследствии стала доминировать над многими тысячами его поклонников». Первая крупная театральная роль Перкинса состоялась в том же году, в пьесе «Легенда о Лоравии» (англ. The Legend of Loravia), и именно тогда на него обратили внимание критики. Ежедневная студенческая газета Гарвардского университета Harvard Crimson писала: «За возможным исключением Бенчли, Дж. Р. О. Перкинс — лучший комический актёр Гарварда за многие годы». С 29 марта по 24 апреля шоу гастролировало в Кембридже, Бостоне, Нью-Йорке, Филадельфии и Балтиморе. Комическое выступление Осгуда было отмечено даже в New York Times, в газете написали что три из четырёх песен, исполненных Перкинсом, были лучшей частью постановки. Музыкальная партитура, написанная Джей Кей Ходжесом и Винтоном Фридли, была на уровне профессиональных стандартов того времени. Она, по замечанию в The Harvard Crimson, «настолько хорошо соответствует книге, что песни действительно развивают сюжет, а не мешают ему».
С дипломом бакалавра по французскому языку Осгуд покинул Гарвард и отправился в Нью-Йорк в поисках работы. Там он занимался репетиторством и копирайтингом, а после поступил на службу в армию. Он попал во Францию в 1915 году в качестве водителя скорой помощи в американском подразделении Эскадрильи Лафайета. Вернувшись в США в 1916 году, он прошёл стажировку на вакансию продавца обуви в компании, которая намеревалась вести бизнес в Российской империи. Но когда Америка вступила в войну, Осгуд вновь записался в армию и на следующий год снова отправился во Францию, на этот раз в качестве второго лейтенанта артиллерии в составе Двадцать шестой и Восемьдесят девятой дивизий. На фронте к северу от Туля произошёл инцидент, который положил конец его военной карьере: он попал под артиллерийский обстрел и после был найден под грудой обломков. У него была контузия: «Он не мог управлять своими руками; его брови, веки, губы и другие мышцы лица постоянно подёргивались», вспоминал его сослуживец. Впоследствии Осгуд включит эти симптомы стресса в свой личный и уникальный актёрский стиль; красноречивое использование рук и нервное, выразительное подёргивание лица, по сути, станут его театральными марками.

### Начало актёрской карьеры (1922—1931)
После войны Перкинс поначалу не мог определиться с профессией, какое-то время он даже работал в American Express, но позже начал обходить все нью-йоркские картинги какие мог найти. Так он познакомился с тогда только начинающим режиссёром Фрэнком Таттлом, который искал актёра с колоритной внешностью на роль злодея. В 1922 году Таттл снял фильм «Разрушитель колыбелей», Перкинс исполнил в нём роль ненормального циркового клоуна, который чуть не убивает свою любимую женщину, идущую по канату. Журнал Photoplay посчитал картину «простой и непритязательной», а историк кино Кевин Браунлоу говорил, что «постановка имеет ауру дилетантства» из-за того, что в ней «не хватает развития характеров». В том же 1922 году Осгуд женился на Джанет Эссельстин Рейн, которая была на два года младше его. Свадьба состоялась в нью-йоркской церкви, расположенной рядом с Пятой авеню на Восточной Двадцать девятой улице.
Следующим фильмом, в котором снялся Перкинс, была комедийная драма «Вторая скрипка» (1923), режиссёром опять был Таттл, а пару Перкинсу составила Мэри Астор. Роль Осгуда была настолько маленькой, что у его персонажа не было даже имени, зато у него была работа за кадром, он был вторым оператором фильма. Далее в том же году, он снялся в «Пуританских страстях» (1923), фильм был основан на малоизвестной пьесе «Пугало» (англ. The Scarecrow) Перси Маккея. Издание Film Daily разместило статью о Перкинсе на первой полосе и писало о его игре: «Осгуд Перкинс… украл картину у Глена Хантера и красотки Мэри Астор». Данная статья не сделала его звездой, но впервые привлекла внимание зрителей к его персоне.

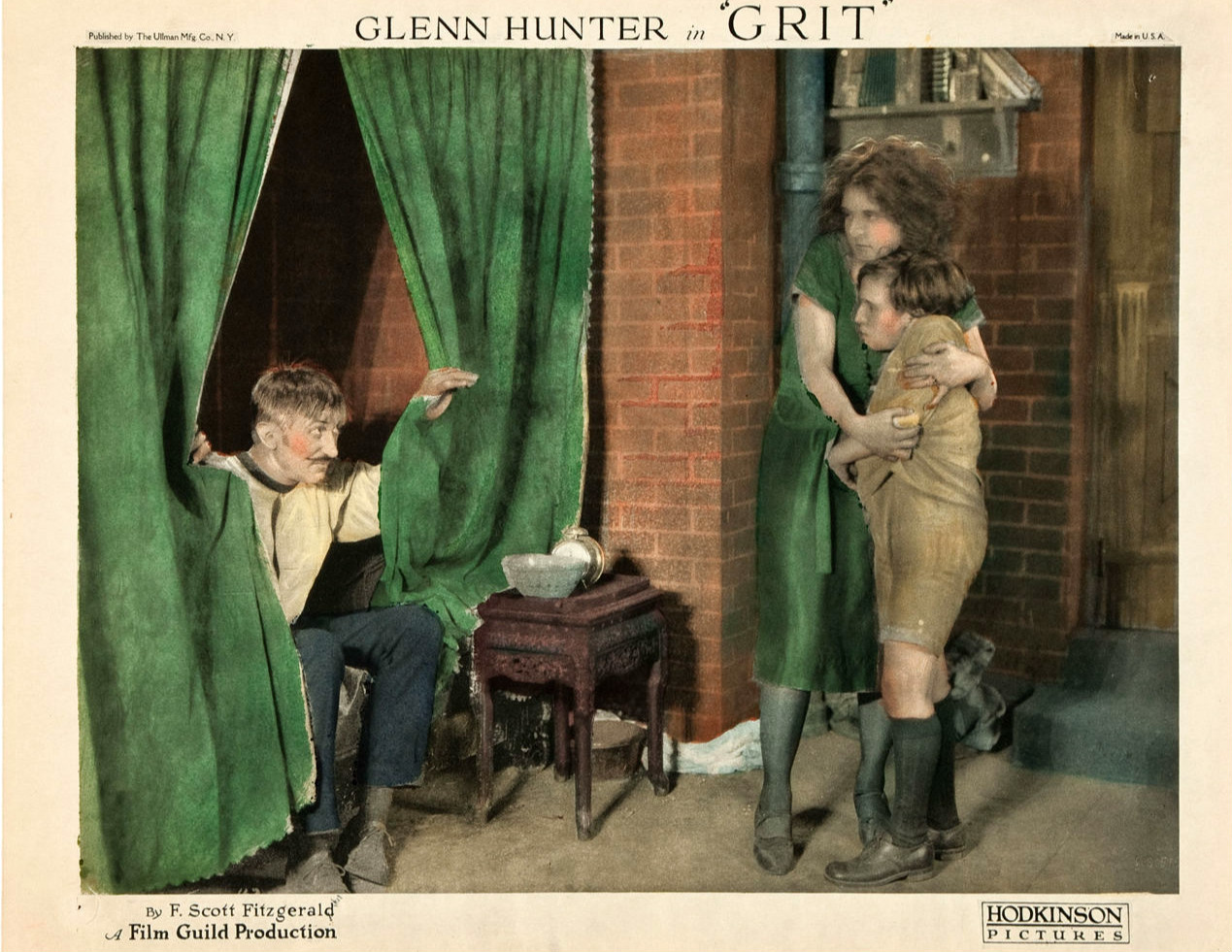
Осгуд Перкинс в фильме «Песок» (1924)

Через другого молодого актёра, Роланда Янга, Перкинс познакомился с бродвейским режиссёром Уинтропом Эймсом, благодаря которому состоялся дебют Осгуда на Бродвее. Он получил роль в пьесе Джорджа Кауфмана и Марка Коннели «Нищий на лошади», рассказывающей о непростых отношениях между коммерцией и искусством. Для Перкинса это был первый большой успех на сцене, он исполнил незначительную, но уморительную роль Гомера Кэди, богатого ипохондрика-артиста. Премьера пьесы состоялась в театре Бродхерст 12 февраля 1924 года, и спектакль стал хитом. Перкинс получил несколько хвалебных отзывов в прессе за свою небольшую, но яркую игру. По выражению газеты Westporter-Herald, режиссёр Уинтроп Эймс «был впечатлён неким диспепсическим качеством, которое мистеру Перкинсу удалось передать». Тогда же на него обратил внимание влиятельный театральный продюсер того времени Джед Харрис, который позже писал:
Это был грандиозный спектакль, со множеством хороших актёров, но для меня лучшим моментом в нём был момент, когда... Осгуд Перкинс указал пальцем на другого персонажа пьесы. Я никогда не забуду этот жест. Он был злобным, сардоническим, презрительным, странным и в целом забавным. Его указательный палец казался не менее фута длиной, и у меня было неприятное ощущение, что он тычет в меня. Я отыскал его имя в программке и позже обнаружил, что это была его первая роль на профессиональной сцене. Что ж, запомнить имя не составило труда, и я покинул театр с далеко идущими планами в отношении этого мистера Перкинса.Оригинальный текст (англ.)It was a grand show, with lots of good actors, but for me the best thing in it was the moment when... Osgood Perkins pointed his finger at another character in the play. I have never forgotten that gesture. It was malign, sardonic, contemptuous, weird and altogether funny. His forefinger seemed at least a foot long and I had the uncomfortable feeling that it was being poked into me. I looked up his name in the program and later discovered that it was his first part on the professional stage. Well, it was no effort to remember the name and I left the theatre with vague designs on this Mr. Perkins.

В течение последующих тринадцати лет он получал роли в двадцати четырёх постановках на Бродвее. Следующим фильмов в фильмографии Перкинса стал «Песок» (1924), режиссёром которого также был Таттл. Фильм был основан на одноимённом произведении Скотта Фицджеральда, которое он написал специально для данной картины, оригинальный текст писателя и сам фильм сейчас считаются утерянными. Критики считали фильм полным провалом, называя его «убогая постановка» с «дилетантской игрой актёров», заявляя, что непонятно каким образом «один из величайших американских писателей столетия был причастен к, возможно, худшей из постановок Film Guild». Далее в том же году Перкинс снялся в следующем фильма Таттла «Питер Стуйвесант». Фильм изначально снимался как обучающее видео, но какие-то его фрагменты демонстрировались и в кинотеатрах, роль Перкинса была незначительной и в титрах он был указан как просто «пижон» (англ. a fop). Но помимо этой, своей основной роли, он так же появлялся и в эпизоде с массовкой. Следующим фильмом в котором появился Перкинс стал «Пуритане» (1924), всё того же режиссёра Фрэнка Таттла.
В 1925 году Перкинс снялся в фильме «Дикая, дикая Сьюзан» режиссёра Эдварда Сазерленда. Фильм не сохранился, но из-за того, что ни в одной известной рецензии или рекламном синопсисе, ни сам Перкинс, ни его персонаж не упоминается, биограф актёра Лора Кей Палмер делает вывод, что либо его роль была очень незначительной, либо он сыграл так невзрачно, что не привлёк себе никакого внимания. В этот же год Харрис продюсировал постановку «Слабые сёстры» (англ. Weak Sisters) и пригласил Перкинса на роль лицемерного проповедника. Спектакль оказался неудачным, но игра Перкинса была настолько яркой, что он сыграл священнослужителя в двух последующих пьесах. «Моя первая роль священника была не такой уж плохой», — признавался Осгуд. «Я не чувствовал себя не в своей тарелке. Он был ругающимся существом, своего рода фанатиком, а мне не трудно выглядеть фанатиком, если я подстригу усы и зачешу брови кверху».
Далее последовала роль священнослужителя в пьесе «Венецианская маска» (англ. The Masque of Venice) (1926). Критики не были в восторге от постановки, ругая в ней практически всё кроме декораций Джо Мильцинера. В итоге пьеса собрала маленькую кассу. Но Перкинса это не сильно волновало, ведь во время работы у него завязалась хорошая дружба с Мильцинером, Кэннетом Маккенной и Броком Пембертоном. Следующей пьесой, где он опять сыграл священника стала «Прошлое Помероя» (англ. Pomeroy's Past). «Когда Эрнест Трукс попросил меня сыграть священника в „Прошлом Помероя“, я запротестовал, что не гожусь и не хочу! Однако он настаивал, говорил что видел моего священника в „Венецианской маске“ и что я как раз то, что им нужно», — вспоминал Перкинс. Далее последовала роль жиголо в комедии Брока Пембертона «Свободные лодыжки» (англ. Loose Ankles) (1926), пьеса имела большой успех, игру Осгуда хвалили критики, а Бертон Дэвис из Morning Telegraph даже написал, что Осгуд и Чарльз Д. Браун «заставляли зрителей держаться за бока каждую минуту, когда они были на сцене». За 1926 год Перкинс успел сыграть на Бродвее ещё и в «Скажи это цветами» (англ. Say It with Flowers), ему досталась роль «испуганного и взбешенного любовника» главной героини. В каждой рецензии критиков отмечалась отличная игра Перкинса. Следом Осгуд опять снялся в фильме Таттла «Люби и уйди». На этот раз это была комедия, действие которой происходит в малоприличном нью-йоркском пансионе. Перкинс играл бедного торговца Лема Вудраффа, даже в титрах фильма о его персонаже было сказано: «Лем Вудрафф — это человек, который потратил шесть месяцев на лечение галитоза только для того, чтобы понять, что он всё равно не пользуется популярностью». В наше время этот фильм является самым доступным из немых фильмов Осгуда.
Вернувшись на Бродвей в 1927 году, Перкинс добился своего первого большого успеха в драме «Орёл расправил крылья» (англ. Spread Eagle), в которой он исполнил главную роль. Сыграв коварного секретаря, который перехитрил своего босса, влиятельного промышленника, Перкинс получил похвалу от газеты Variety. Критики писали, что Осгуд украл шоу исключительно благодаря силе своей личности. Продюсер постановки Джед Харрис говорил: «Хотя пьеса прошла не так хорошо, как я надеялся, она была достаточно тревожной, чтобы побудить нескольких чиновников Государственного департамента приехать в Нью-Йорк для её изучения».
В тот же год он снялся в фильме «Нокаут Рейли», это был один из многих на то время фильмов о боксе, но его выделял более серьёзный подход. На съёмки были приглашены известные на то время радиоведущие Грэм Макнэми и Джоуи Хамфрис, настоящий боксёр Джек Рено, который во время одной из сцен так увлёкся, что даже сломал актёру Ричарду Диксу ребро. Осгуд играл в фильме «злобного и грязного» менеджера персонажа Рено Спайдера Кросса. Фильм считается утерянным. В том же году вышел комедийный фильм «Высокая шляпа», Осгуд играл в нём второстепенную роль. После он вернулся на Бродвей и сыграл роль второго плана в драме «Женщины навсегда» (англ. Women Go On Forever). Пьеса рассказывала о сложной судьбе женщин в пансионате, в ней поднимались темы домогательств и изнасилования, а герой Перкинса по сюжету сначала напаивает девушку (хоть и по её просьбе), а потом насилует, в конце его убивают в переулке. В некоторых рецензиях говорилось, что приличия не позволяют раскрывать все подлые события, показанные зрителям, но постановка продержалась на удивление долго.
В 1928 году Перкинс исполнил одну из главных ролей в драматической постановке «Спасение» (англ. Salvation) авторов Сидни Ховарда и Чарльза Макартура. Следом последовала постановка «Король Икс» (англ. King's X).
Параллельно театру, Перкинс также снимался в кино, в основном в эксцентричных ролях. В 1928 году Перкинс играл в драматической постановке «Спасение» (англ. Salvation) авторов Сидни Ховарда и Чарльза Макартура. 14 августа 1928 года состоялась премьера спектакля «Первая страница», где Перкинс получил роль безжалостного редактора Уолтера Бернса. Всего было отыграно 276 постановок. Джед Харрис писал, что после роли в этой постановке «Осгуду стали предлагать все самые „маньячные“ роли на Бродвее», а американский театральный критик Макр Ферноу добавлял, что данная роль заставила его карьеру «ярко вспыхнуть». В дальнейшем спектакль получил ряд перезапусков, однако, по мнению американских историков театра Томаса Хищака и Джеральда Бордмана, ни один из них не оказался удачным, поскольку новым исполнителям ролей не удалось столь же хорошо отыграть образы, как это сделали актёры в первой версии, включая Осгуда.

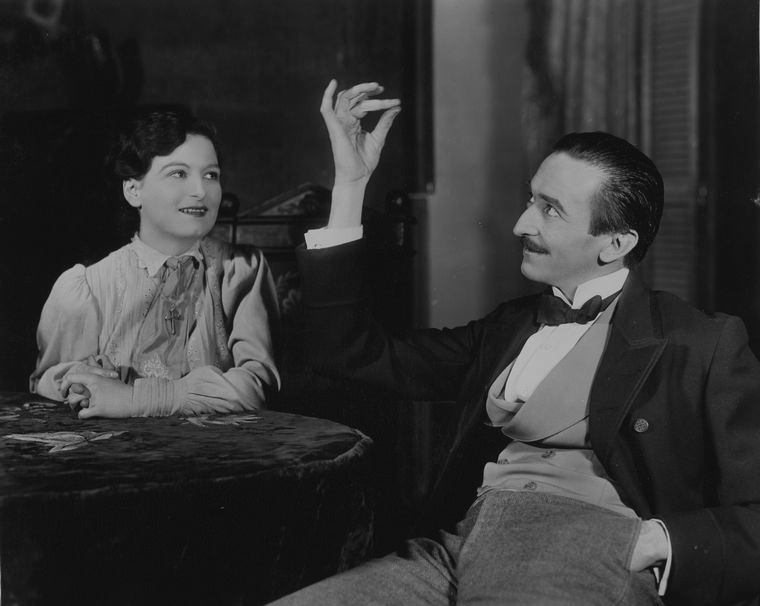
Джоэнна Рус и Осгуд Перкинс во время представления чеховской пьесы «Дядя Ваня» в театре «Корт» в Нью-Йорке в 1930 году

В 1929 году вышли сразу два звуковых фильма с участием Перкинса: «Маменькин сынок» и «Синкопирование». В обоих фильмах вместе с Перкинсом снялся певец Мортон Дауни. В обоих фильмах Перкинс играл не певческие роли, хотя в «Маменькином сынке» он проявил свой музыкальный талант, играя на скрипке.
В апреле 1930 года по совету Перкинса Харрис поставил пьесу «Дядя Ваня» в театре Корт, вместе с Перкинсом в пьесе сыграла Лилиан Гиш. Тем же летом в Беркширском театре в Стокбридже, штат Массачусетс, Перкинс сыграл роль сэра Ральфа Блумфилда Боннингтона в другой классической драме по пьесе Джорджа Бернарда Шоу «Врач перед дилеммой».
В январе 1931 года Перкинс сыграл на Бродвее в пьесе Филипа Барри «Завтра и завтра» (англ. Tomorrow and Tomorrow) с Гербертом Маршаллом в главной роли, но через несколько месяцев отказался от участия в ней ради пьесы «Они мудрее» (англ. The Wiser They Are) с Рут Гордон. Снова вернувшись на экран в том же году, он сыграл главную роль в раннем и малоизвестном фильме Джорджа Кьюкора «Опороченная», в котором снялась Таллула Бэнкхед. В том же году Перкинс участвовал в двух провальных постановках — «Эльдорадо» (англ. Eldorado) Лоуренса Сталлингса и Джорджа С. Кауфмана и «Дикие волны» (англ. Wild Waves).

### Расцвет карьеры (1932—1937)

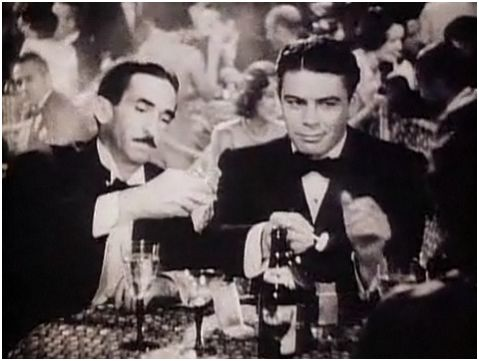
Осгуд Перкинс и Пол Муни. Кадр из фильма «Лицо со шрамом» (1932)

На следующий год Перкинс вместе со звездой немого кино Дороти Гиш сыграл в пьесе «Иностранные дела» (англ. Foreign Affairs), но и она не имела успеха. Несмотря на успех Перкинса в театре как ведущего актёра, в Голливуде его рассматривали лишь в качестве хара́ктерного актёра. Он снялся в двенадцати немых картинах перед тем как перейти к звуковому кино. Однажды Перкинс уже проходил кастинг в один из проектов продюсера Говарда Хьюза, тогда съёмки фильма были отменены, но этот кастинг помог Перкинсу получить роль в фильме Говарда Хоукса «Лицо со шрамом» (1932). В этом фильме снимались такие звёзды как Пол Муни, Энн Дворак и Борис Карлофф. Осгуд Перкинс исполнил роль бесхребетного мафиози Джонни Лово, эта роль считается самой главной в карьере Перкинса, а сам фильм — классикой Голливуда. Фильм был настолько жестоким для своего времени, что Производственный кодекс Хейса ужесточил свои правила, потребовав несколько раз перемонтировать фильм, прежде чем выпустить его в прокат.
В это время Осгуд Перкинс стал зарабатывать столько, что Джанет могла больше не работать и ей захотелось завести детей. Осгуд же, наоборот, хотел сосредоточиться на карьере, после того как она сильно пошла в гору. 4 апреля 1932 года у супругов родился ребёнок, его назвали Энтони. В будущем Энтони Перкинс прославился благодаря роли Нормана Бейтса в фильме Альфреда Хичкока «Психо». Когда родился Энтони, Джанет было тридцать восемь лет. Актриса Роуз Хобарт вспоминала, что «Осгуд обижался на Тони, потому что тот занимал больше внимания Джейни, чем он привык получать». После рождения сына карьера Осгуда шла только в гору, он очень много играл в театре, и ему стали предлагать много ролей в кино. На Бродвее той же весной он сыграл главную роль в драме «Тысяча лет» (англ. A Thousand Summers), а затем отправился на лето в Коннектикут, чтобы сыграть в серии пьес — «Чистокровный» (англ. Thoroughbred), «Только для мужей» (англ. For Husbands Only), «Хризалиc» (англ. Chrysalis), «Школа влюблённых» (англ. The School for Lovers) и «Госпожа» (англ. Mistress) — в Вестпорт Кантри Плейхаус. Он прервал свою работу в Вестпорте в июле, чтобы сыграть в радиосериале «Розы и барабаны», где продолжал периодически появляться до 1936 года. В октябре 1932 года Перкинс присоединился к актёрскому составу театральной драмы «Чистые сердцем» (англ. The Pure in Heart). 28 декабря Перкинс выступил на Бродвее в театре «Маска» в главной роли в комедии «Снова прощай» (англ. Goodbye Again). Это был спектакль в трёх действиях по пьесе Аллана Скотта и Джорджа Хейта. Спектакль имел успех, и было сыграно 212 представлений.
В 1933 году Перкинс появился только в одной постановке, «Школа мужей», — бродвейской адаптации комедии Мольера. Премьера состоялась в середине октября, и критики хвалили Перкинса за его многогранность: балет, в котором он участвовал, был центральной частью спектакля. Пьеса продержалась на сцене всего три месяца. Только за один 1934 год вышло четыре фильма с участием Осгуда. Первым был фильм «Мадам Дюбарри», где Перкинс сыграл герцога де Ришельё.

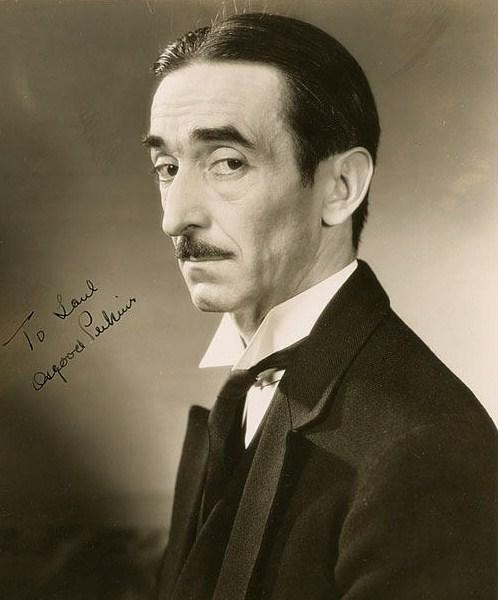
Осгуд Перкинс на рекламной фотографии к фильму «Тайна замка» (1934)

Перкинс вернулся на Бродвей в январе 1935 года в драме Ноэля Кауарда «Пойнт Вэлэйн». Постановка продержалась на сцене всего шесть недель, а главные роли в ней исполняли Альфред Лант и Линн Фонтэнн. В марте он получил ещё одну роль на сцене в пьесе «Нулевой потолок» (англ. Ceiling Zero) о становлении коммерческой авиакомпании; исполнение Перкинсом роли симпатичного пилота было отмечено похвалой критиков. В конце 1935 года Перкинс сыграл небольшую роль в бродвейской пьесе «На сцене» (англ. On Stage). Эта пьеса запомнилась только потому, что трёхлетний сын Перкинса, Энтони, был в зале в один из вечеров, и позже он вспоминал это событие как одно из своих самых ранних воспоминаний об отце.
Комедийная драма Сэмюэля Бермана «Конец лета» (англ. End of Summer) стала следующим выходом Перкинса на сцену. Премьера спектакля состоялась в феврале 1936 года, а Перкинс играл в нём роль манипулирующего психоаналитика, превратившегося в охотника за удачей. Пьеса шла до конца июня, и критики хвалили игру Осгуда. В том же году он появился в радиосериале «Волшебный ключ RCA».
В 1937 году Перкинс был в большом гастрольном туре по Калифорнии, вместе с Белой Лугоши он участвовал в постановке Роберта Эммета Шервуда «Товарищ». Летом он сыграл в четырёх радиоспектаклях: «Мадам войдите», «Мадам Санс-Ген», «Что знает каждая женщина» и «Последний из миссис Чейни».

### Смерть
20 сентября 1937 года в Национальном театре Вашингтона состоялась премьера комедийной постановки «Сьюзен и Бог» (англ. Susan and God), режиссёром которой выступила Рэйчел Крозерс. По сюжету пьесы светская львица пытается перевоспитать своего мужа-алкоголика с помощью религии. Осгуд Перкинс исполнил главную мужскую роль — мужа. Ещё находясь на сцене, он чувствовал лёгкое недомогание. За неделю до этого дня он пропустил репетицию пьесы из-за боли, которую испытывал, но не придал этому большого значения, решив, что просто заразился гриппом. За кулисами его встретила жена Джанет, и они сразу пошли в отель «Уиллард», остановившись только для того, чтобы зайти в аптеку, за «чем-нибудь от боли в груди». Джанет вспоминала, что Осгуд тогда говорил: «Я люблю эту роль. Надеюсь, спектакль никогда не закроют». Лёжа в постели, он не мог уснуть из-за боли в боку. Примерно в 2 часа ночи он встал и пошёл в ванную за лекарством, там он потерял сознание, а к тому времени когда прибыл врач, Осгуд уже умер. Он скончался от сердечной недостаточности 21 сентября 1937 года в возрасте сорока пяти лет. За пять лет до этого, в том же возрасте, так же умер старший брат Осгуда Дж. Герритт Б. Перкинс, вице-президент компании Perkins Glue Company в Филадельфии.
Актриса Роуз Хобарт, сыгравшая одну из ролей в экранизации «Сьюзен и Бог» (1940) говорила: «Премьера пьесы, лучшие отзывы в его жизни, а затем его некролог, бок о бок в газетах. Они были рядом. Это был такой шок для всех».
В пятницу, 15 октября 1937 года, в четыре часа дня в церкви Преображения Господня, где пятнадцать лет назад поженились Осгуд и Джанет, состоялась поминальная служба. Джанет была больна и не могла присутствовать. Энтони присутствовал в сопровождении своей тёти Лесли Перкинс и бабушки по линии матери Элизабет Бейли Рейн, которая специально приехала из Бостона. Также в церкви собралось примерно триста гостей, среди которых были Брок Пембертон, Уортингтон Майнер, Сидни Филлипс, Джо Мильцинер и Кеннет Макенна. «Когда умер мой отец, десятки людей обнимали меня, брали на руки и кудахтали надо мной. Я хотел убежать и не мог. Я не знаю, действительно ли я отталкивал их или нет, но я хотел», — рассказывал Энтони журналу Photoplay. В юности Энтони Перкинс рассказывал друзьям, как Джанет взяла его с собой на маленькую лодку и, к его полному удивлению, выбросила прах Осгуда в воду. Мальчику казалось, «что с таким же успехом она могла бы спустить его отца в унитаз».

## Память
Смерть Осгуда Перкинса была значимым трагическим событием в театральных кругах того времени. Один из критиков писал: «Можно с уверенностью сказать, что никто из тех, кто когда-либо видел его на сцене, никогда его не забудет. Его потеря — это не что иное, как большая катастрофа для американского театра». Газета New York Times писала: «Жилистый, нервный, безошибочный в точности своей атаки, он мог зарядить игру энергией благодаря умственной и физической энергии своей игры». Критик и обозреватель Джон Мейсон Браун заметил: «В нём также было чувство печали. Это была космическая меланхолия; разочарование, вызванное поиском чего-то, что он не мог найти». Режиссёр Элиа Казан писал в своих мемуарах в 1988 году: «Осгуд был определением слова „профессионал“».
В 1981 году он был посмертно избран членом Зала театральной славы США.

## Актёрская игра
Одной из особенностей стиля игры Перкинса была живая жестикуляция руками. Он вспоминал, что ещё до начала профессиональной карьеры, когда ему было 14 лет, режиссёр на репетициях постоянно делал ему замечания: «Мои руки до такой степени действовали на нервы моему режиссёру на репетициях, что он заставлял меня репетировать со связанными руками!». Но когда Перкинс выходил на сцену, он просто «не мог их удержать», и тогда он решил, «что если эти руки просто обязаны двигаться… то мне лучше их тренировать». Его сын Энтони Перкинс говорил, что, когда он играл какие-то сцены перед друзьями своего отца, они всегда желали посмотреть, что он будет делать со своими руками в тот или иной момент. А после говорили: «Осгуд никогда бы так не сделал!» или «именно так он сделал бы этот жест!». Актёры, работавшие с Осгудом, говорили, что даже во время каких-либо неудач на сцене его «профессионализм никогда не ослабевал». Актриса Луиза Брукс однажды сказала, что лучшим актёром, с которым она когда-либо работала, был Осгуд Перкинс. Она говорила, что секрет его актёрской техники заключался в правильных эмоциях, продемонстрированных в нужный момент. Биограф Осгуда Лора Кей Палмер писала, что он «обладал редким гением впитывать в себя персонажей, которых он играл». Возможно, только поэтому он почти никогда не менял свою внешность для роли и в то же время всегда представал в разных обличиях.

## Фильмография
| Год  |   | Русское название         | Оригинальное название  | Роль                |
| ---- | - | ------------------------ | ---------------------- | ------------------- |
| 1922 | ф | Разрушитель колыбелей    | The Cradle Buster      |                     |
| 1923 | ф | Пуританские страсти      | Puritan Passions       | доктор Николас      |
| 1923 | ф | Вторая скрипка           | Second Fiddle          |                     |
| 1924 | ф | Песок                    | Grit                   | Борис Джованни Смит |
| 1924 | ф | Питер Стуйвесант         | Peter Stuyvesant       | пижон               |
| 1924 | ф | Пуритане                 | The Puritans           | Томас Мортон        |
| 1925 | ф | Дикая, дикая Сьюзан      | Wild, Wild Susan       | Кроуфорд Дьютон     |
| 1926 | ф | Люби и уйди              | Love 'Em and Leave 'Em | Лем Вудраф          |
| 1927 | ф | Нокаут Рейли             | Knockout Reilly        | Спайдер Кросс       |
| 1927 | ф | Высокая шляпа            | High Hat               | помощник директора  |
| 1929 | ф | Маменькин сынок          | Mother's Boy           | Джейк Штурмберг     |
| 1929 | ф | Синкопирование           | Syncopation            | Хаммел              |
| 1931 | ф | Опороченная              | Tarnished Lady         | Бен Стернер         |
| 1932 | ф | Лицо со шрамом           | Scarface               | Джонни Лово         |
| 1934 | ф | Принцесса из Канзас-сити | Kansas City Princess   | Марсель Дьюриа      |
| 1934 | ф | Мадам Дюбарри            | Madame Du Barry        | герцог де Ришельё   |
| 1934 | ф | Президент исчезает       | The President Vanishes | Харрис Броунелл     |
| 1934 | ф | Тайна замка              | Secret of the Chateau  | Мартин              |
| 1935 | ф | Я слишком много мечтаю   | I Dream Too Much       | Пол Дэрси           |
| 1936 | ф | Золотоискатели 1937-го   | Gold Diggers of 1937   | Морти Уезерд        |

## Избранные театральные работы
| Год       | Название                | Оригинальное название   | Постановщик                                                                                      | Роль                  |
| --------- | ----------------------- | ----------------------- | ------------------------------------------------------------------------------------------------ | --------------------- |
| 1924-1925 | «Нищий на лошади»       | Beggar on Horseback     | Джордж Кауфман и Марк Коннели                                                                    | Гомер Кэди            |
| 1925      | «Слабые сёстры»         | Weak Sisters            | Линн Старлинг                                                                                    | Зигфрид Стронг        |
| 1926      | «Венецианская маска»    | The Masque of Venice    | Джордж Даннинг Гриббл                                                                            | Джошуа Кокс           |
| 1926      | «Прошлое Помероя»       | Pomeroy’s Past          | Эрнест Трукс                                                                                     | Требус Хеминуэй       |
| 1926      | «Скажи это цветами»     | Say It with Flowers     | Луиджи Пиранделло                                                                                | Профессор Паолино     |
| 1926-1927 | «Свободные лодыжки»     | Loose Ankles            | Брок Пембертон                                                                                   | Энди Бартон           |
| 1927      | «Орёл расправил крылья» | Spread Eagle            | Джордж Эбботт                                                                                    | Джо Кобб              |
| 1927      | «Женщины навсегда»      | Women Go On Forever     | Джон Кромвелл                                                                                    | Пит                   |
| 1928      | «Спасение»              | Salvation               | Сидни Ховард и Чарльз Макартур                                                                   | Уиттейкер             |
| 1928-1929 | «Первая страница»       | The Front Page          | Бен Хект и Чарльз Макартур                                                                       | Уолтер Бернс          |
| 1930      | «Дядя Ваня»             |                         | Роуз Кейлор                                                                                      | Михаил Львович Астров |
| 1931      | «Завтра и завтра»       | Tomorrow and Tomorrow   | Филип Барри                                                                                      | Сэмюэл Гиллеспи       |
| 1931      | «Они мудрее»            | The Wiser They Are      | Шеридан Гибни                                                                                    | Брюс Инграм           |
| 1931      | «Дикие волны»           | Wild Waves              | Уильям Форд Мэнли                                                                                | Митч Грэтвик          |
| 1932      | «Иностранные дела»      | Foreign Affairs         | Пол Херви Фокс и Джордж Тилтон                                                                   | Отто Зейген           |
| 1932      | «Тысяча лет»            | A Thousand Summers      | Меррил Роджерс                                                                                   | Лоуренс Херефорд      |
| 1932      | «Хризалиc»              | Chrysalis               | Роуз Альберт Портер                                                                              | Майкл Аверилл         |
| 1932-1933 | «Снова прощай»          | Goodbye Again           | Аллан Скотт и Джордж Хейт                                                                        | Кеннет Биксби         |
| 1933-1934 | «Школа мужей»           | The School for Husbands | музыку Эдмонда У. Рикетта, слова Артура Гитермана, либретто Лоуренса Лангнера и Артура Гитермана | Сганарель             |
| 1935      | «Пойнт Вэлэйн»          | Point Valaine           | Ноэл Кауард                                                                                      | Мортимер Куинн        |
| 1935      | «Нулевой потолок»       | Ceiling Zero            | Фрэнк Уид                                                                                        | Джейк Ли              |
| 1935      | «На сцене»              | On Stage                | Б. М. Кэй                                                                                        | Морган Кроуфорд       |
| 1936      | «Конец лета»            | End of Summer           | Сэмюэль Берман                                                                                   | Доктор Кеннет Райс    |
| 1937      | «Сьюзен и Бог»          | Susan and God           | Рэйчел Крозерс                                                                                   | Барри Трексел         |